# 1132 Brygada Grenadierów
1132 Brygada Grenadierów, niem. Grenadier-Brigade 1132 – jedna z niemieckich brygad grenadierów utworzona w lipcu 1944 roku. 
Działała ona w rejonie Warki w składzie VIII Korpusu SS 9 Armii z Grupy Armii Środek. We wrześniu 1944 włączona została do 45 Dywizji Piechoty.